# Laura Pausini
Laura Pausini (Faenza, 16 mei 1974) is een Italiaanse zangeres die zeer populair is in de Italiaans- en Spaanssprekende wereld. Ze heeft ook veel aanhang in België en Nederland, met name in de jaren 90 was Pausini in Nederland erg populair. Na Italië was Nederland het eerste land waar de zangeres succes had. Ze zingt in het Italiaans, Spaans, Portugees (met Gilberto Gil) en Engels. Zij heeft een warme, krachtige stem met een groot bereik. Haar nummers gaan vooral over de liefde, maar Laura zingt ook over vrede, armoede en racisme.

## Biografie

### Jeugd en beginjaren carrière
Laura groeide op in Solarolo. Ze is door haar ouders opgeleid in het zingen. Haar vader liet haar als barpianist en zanger kennismaken met songs van Tina Turner, Barbra Streisand en Ella Fitzgerald. Na de basisschool ging Laura naar de Italiaanse kunstacademie Liceo Artistico di Faenza. Haar eerste album I sogni di Laura nam ze in 1987 in eigen beheer op. Ze werd daarmee officieel ontdekt door producer Angelo Valsiglio. Op 25 februari 1993 stond deze tijdens het jaarlijkse Festival van San Remo aan de basis van haar doorbraak. Met het nummer La solitudine won de toen 18-jarige Laura de jeugdcompetitie van het festival. Dit nummer sloeg ook aan in België en Nederland en vormde daarmee haar internationale doorbraak. Haar eerste commerciële album, Laura Pausini, verscheen eveneens in 1993 bij Warner Music.
In 1994 nam Pausini deel aan de hoofdcompetitie van het Festival van San Remo. Met het nummer Strani amori eindigde ze als derde. Haar tweede album Laura verscheen rond diezelfde periode en werd een groot succes in bijna veertig landen. Ook Spaanstalige landen toonden intussen interesse in Pausini, zodat de zangeres besloot om een Spaanstalig album op te nemen. Het werd een plaat met de beste nummers van haar eerste twee Italiaanstalige albums en het verscheen eind 1994 in de Spaanstalige wereld, waar het een gigantisch succes werd.
Na een conflict met haar manager begon Laura in 1996 met een schone lei aan een nieuw album. Na zes maanden verscheen het album in het Italiaans en het Spaans. Ook kwamen er drie liedjes in het Portugees uit, die in Brazilië op de Italiaanse versie stonden. Het album werd in september door Warner Music uitgebracht, in het Italiaans onder de titel Le cose che vivi, in het Spaans als Las cosas que vives. De plaat bereikte in diverse landen de hoogste plaats van de hitlijst. Nog voor het eind van het jaar ging Laura voor de allereerste keer op wereldtournee. De succesvolle Laura Pausini World Tour 96/97 bracht de zangeres naar de verste uithoeken van de wereld, zo neemt ze deel aan het prestigieuze internationaal songfestival van Viña del Mar in Chili. Rond kerst 1997 gaf de zangeres een exclusief optreden voor Paus Johannes Paulus II in het Vaticaan.

### 1998 - 2004
In 1998 besteedde Pausini aandacht aan haar vierde plaat. Voor schrijfsessies en opnamen vloog zij over naar New York en Los Angeles. Het album, La mia risposta, werd in oktober van dat jaar door Warner Music in meer dan vijftig landen verspreid. Net als de vorige cd opnieuw in een Italiaanse en een Spaanse versie, respectievelijk La mia risposta en Mi rispuesta. Het album was - in tegenstelling tot Laura's eerdere materiaal - een stuk persoonlijker. Ook ontpopte zij zich met deze plaat al redelijk als tekstschrijfster.

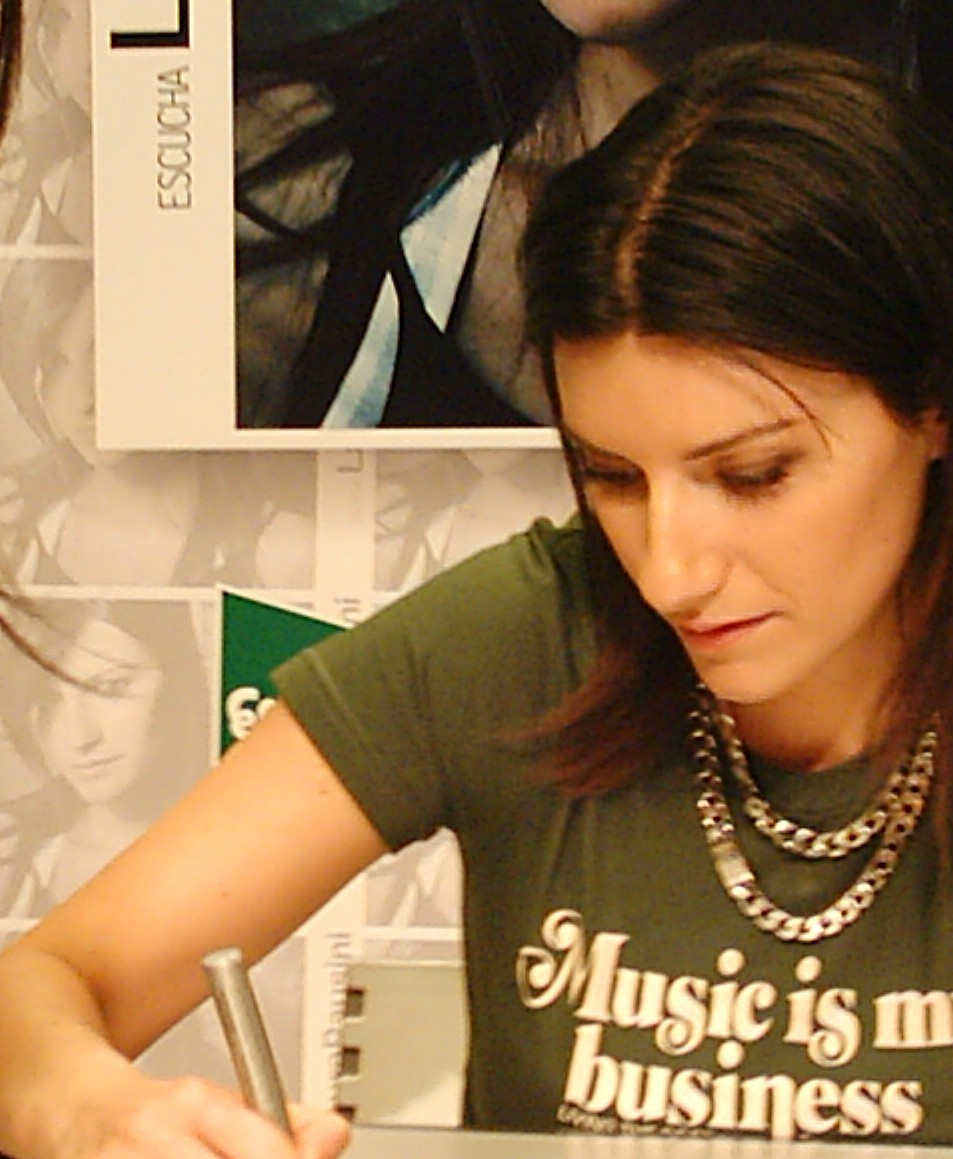
Laura Pausini

Om de plaat te ondersteunen ging Pausini in 1999 opnieuw op wereldtournee. Verder maakte ze in dat jaar een uitstapje naar de Engelse taal: ze nam de soundtrack van de speelfilm Message in a bottle, met Kevin Costner in de hoofdrol, voor haar rekening. Het desbetreffende nummer heette One more time en werd geschreven door zanger Richard Marx. Na een pauze begon Pausini in 2000 te werken aan haar vijfde album. In september verscheen het album onder de titels Tra te e il mare (Italiaans) en Entre tu y mil mares (Spaans) en werd opnieuw een bestseller.
In 2001 kwam een verzamelalbum uit. Naast bekend werk nam Pausini voor dit project enkele nieuwe nummers op. Het album verscheen in oktober 2001, wederom in een Italiaanse (E ritorno da te - The best of) en een Spaanse versie (Volveré junto a ti). Eind 2001 begon Laura aan een nieuwe wereldtournee, die tot halverwege 2002 duurde. Na de tour vloog ze naar de Verenigde Staten om haar eerste Engelstalige album op te nemen. Ze verbleef er een half jaar voor de opname van liedjes en voor het opdoen van indrukken van de Amerikaanse bevolking en haar cultuur. Om de kans op een doorbraak in Amerika te vergroten, werden voor het album diverse bekende Amerikaanse producers en liedjesschrijvers aangetrokken. In november werd het album onder de naam From the inside uitgebracht in de VS en in Canada. Met de eerste single van het album, Surrender, behaalde Pausini de eerste plaats van de Amerikaanse dance charts. Pausini baalde echter van het feit dat de single overal in Amerika te horen was in diverse remixen, maar niet in de originele versie. Zij werd in de VS gezien als dance-artiest, terwijl ze dat niet is. Haar Amerikaanse platenlabel beloofde haar vervolgens op een andere manier neer te zetten.
Aanvankelijk was From the inside enkel voor de VS en Canada bestemd, omdat Pausini in Noord-Amerika nog niet was doorgebroken. Toch werd het album door veel mensen geïmporteerd via het internet. Om haar fans tegemoet te komen, werd From the inside begin 2003 alsnog in Europa en Japan uitgebracht. Ze behaalde er redelijke successen mee, maar mensen hoorden Pausini toch liever in het Italiaans of Spaans zingen, dat was een feit. Op 8 maart 2003 kreeg Pausini voor de totale verkoop een diamanten plaat uitgereikt. Er waren tot dan toe, wereldwijd minimaal 25 miljoen albums verkocht. In de VS werd intussen - tegen Pausini's zin - opnieuw een single met diverse remixen uitgebracht, waarmee ze opnieuw de dance charts besteeg. Pausini zette daarop alle promotie die voor de VS nog op het programma stond stop. Ze keerde terug naar Italië en trad tijdelijk uit de spotlights. Haar volgende album verscheen in oktober 2004: Resta in ascolto was de Italiaanse persing, Escucha de Spaanse. Op 23 november 2004 kreeg Pausini tijdens opnamen van het televisieprogramma All you need is love de Life Time Music Award voor de verkoop van 1 miljoen exemplaren van haar tot dan toe verschenen albums in de Benelux.

### 2005 - 2010
Tijdens de tournee ter promotie van haar nieuwe album werden opnames gemaakt voor de live cd/dvd Laura Pausini - Live In Paris '05 die in november 2005 door Warner Music werd uitgebracht. Eind 2005 won Laura Pausini de Latin Grammy voor Best Female Pop Album of the Year. Begin 2006 won ze de Grammy voor Best Latin Pop Album en werd ze genomineerd voor vier Lo Nuestro Awards, waarvan ze er één mee naar huis mocht nemen. In het najaar van 2006 heeft Laura het coveralbum Io Canto / Yo canto uitgebracht. In 2007 gaf ze als eerste vrouw een solo-concert in het San Siro in Milaan. Hier werden een cd en dvd van uitgebracht, beide met de naam San Siro 2007. Het album Primavera in anticipo werd op 14 november 2008 in 47 landen tegelijkertijd uitgebracht. De eerste single Invece no werd een top 10-hit in Italië en andere Europese landen. Begin 2009 verscheen het nummer Primavera in anticipo (duet met James Blunt) op single, dat tevens een hit werd in diverse Europese landen. Het album verkocht goed, echter niet goed genoeg in Nederland, waardoor de zangeres met haar wereldtournee (die met dit album gepaard ging) Nederland oversloeg.
Op 21 juni 2009 heeft er een megaconcert plaatsgevonden in het San Siro-stadion in Milaan met als doel de slachtoffers van de aardbeving in L'Aquila financieel te steunen. De liefdadigheidsinstelling, genaamd Amiche per l'Abruzzo (Vriendinnen voor Abruzzo), werd opgezet door Laura zelf en werd gesteund door onder anderen de volgende (Italiaanse) artiesten: Elisa, Giorgia, Fiorella Mannoia, Gianna Nannini, Carmen Consoli, Marina Rei, Paola Turci, Loredana Bertè, Irene Grandi, Ivana Spagna, Arisa, Donatella Rettore, Paola en Chiara, Anna Tatangelo, Malika Ayan, Giusy Ferreri, Alessandra Amoroso en Dolcenera. Het San Siro stadion werd gratis ter beschikking gesteld en het podium van Depeche Mode, die een aantal dagen daarvoor in het San Siro optraden werd (her)gebruikt. Een registratie van het concert verscheen op cd/dvd.

### Sinds 2010
Na een pauze van 2 jaar maakte Pausini in 2011 een comeback met een nieuw album dat heel toepasselijk op 11-11-11 werd uitgebracht. Inedito was de versie voor Italiaanse markt, Inédito voor de Spaanstalige. Videoclips van de uitgebrachte singles werden in de zomer al in Amsterdam opgenomen en zorgden voor extra media-aandacht. Wederom werd er een wereldtournee aan dit album vastgeplakt. Dit keer werden Nederland en Vlaanderen niet overgeslagen en gaf de zangeres een succesvolle show in de Heineken Music Hall in Amsterdam op 19 mei en in de Lotto Arena in Antwerpen op 20 mei. Oorspronkelijk zou de tour in december 2012 eindigen, maar wegens Pausini's eerste zwangerschap werden de laatste zes concerten op doktersadvies geannuleerd. Op 8 februari 2013 beviel de zangeres in Bologna van een dochter: Paola. In het kader van haar 20 jaar durende carrière, startte Pausini eind 2013 wederom een nieuwe wereldtournee. Tijdens The Greatest Hits World Tour 2013/2014 bracht de zangeres in een intieme setting haar grootste hits ten gehore, maar zowel in 2013 als in 2014 nam zo opnieuw deel aan het internationaal songfestival van Viña del Mar. Op 12 november 2013 verscheen 20 - The Greatest Hits, een nieuw verzamelalbum met alle hoogtepunten uit haar carrière, aangevuld met enkele nieuwe nummers en nieuw opgenomen duetten. De eerste single van het album was Limpido, een duet van Pausini en Kylie Minogue.
In 2014 was Pausini te zien als een van de nieuwe coaches van La Voz... México, de Mexicaanse versie van The voice of Holland. In 2015 was ze ook coach in La Voz, de Spaanse versie van de show. Eind 2015 verscheen het album Simili voor de Italiaanse markt. De Spaanse markt kreeg de plaat onder de titel Similares. In eigen land haalde de zangeres meervoudig platina met deze plaat. De bijhorende tournee begon in 2016 en was erg succesvol. Aan het eind van datzelfde jaar liet de zangeres een lang gekoesterde wens uitkomen door het kerstalbum Laura Xmas uit te brengen. Versies die ervan verschenen bevatten liedjes in zowel het Italiaans als het Spaans, Engels, Frans en Latijn. In 2017 was ze nogmaals coach bij La Voz... México. Na het even wat rustiger aan te hebben gedaan, verscheen begin 2018 het album Fatti sentire voor de Italiaanse markt. In de Spaanstalige gebieden is het album uitgebracht onder de naam Hazte sentir. De release ging gepaard met een wereldtournee die in de zomermaanden van start ging. In 2020 was ze opnieuw te zien als coach in La Voz.
In mei 2022 presenteerde Pausini samen met Mika en Alessandro Cattelan het Eurovisiesongfestival in Turijn, waarbij ze de finale-avond startte met een compilatie uit haar muzikale repertoire. Ook zong zij a capella de Italiaanse wereldhit Volare. Pausini vierde in 2023 haar 30-jarig jubileum als artiest. Dit deed ze onder meer met een uitgebreide wereldtournee en het uitbrengen van haar twaalfde studioalbum Anime Parallele. Dit verscheen tegelijkertijd in het Spaans onder de titel Almas Paralelas.
Met Robbie Williams maakte Pausini Desire, het officiële anthem voor het wereldkampioenschap voetbal voor clubs 2025. De twee traden samen op bij de finale van het kampioenschap.

## Privé
Pausini spreekt vloeiend Italiaans, Engels, Spaans en Portugees. Daarnaast zingt ze ook in het Catalaans. 

## Discografie

### Albums
| Album met eventuele hitnotering(en) in de Nederlandse Album Top 100 | Datum van verschijnen | Datum van binnenkomst | Hoogste positie | Aantal weken | Opmerkingen   |
| ------------------------------------------------------------------- | --------------------- | --------------------- | --------------- | ------------ | ------------- |
| Laura Pausini                                                       | 12-07-1993            | 13-11-1993            | 2               | 59           |               |
| Laura                                                               | 28-02-1994            | 12-03-1994            | 1(1wk)          | 57           |               |
| Le cose che vivi                                                    | 13-09-1996            | 28-09-1996            | 7               | 24           |               |
| La mia risposta                                                     | 26-10-1998            | 31-10-1998            | 24              | 10           |               |
| Tra te e il mare                                                    | 14-09-2000            | 23-09-2000            | 40              | 10           |               |
| E ritorno da te - The best of                                       | 12-10-2001            | 10-11-2001            | 28              | 15           | Verzamelalbum |
| From the inside                                                     | 27-02-2002            | 08-03-2003            | 32              | 11           |               |
| Resta in ascolto                                                    | 22-10-2004            | 30-10-2004            | 19              | 11           |               |
| Io canto                                                            | 10-11-2006            | 18-11-2006            | 66              | 2            |               |
| Primavera in anticipo                                               | 14-11-2008            | 22-11-2008            | 59              | 1            |               |
| Inedito                                                             | 11-11-2011            | 19-11-2011            | 30              | 1            |               |
| 20 - The greatest hits                                              | 2013                  | 23-11-2013            | 53              | 1            |               |
| Simili                                                              | 2015                  | 14-11-2015            | 33              | 1            |               |
| Fatti sentire                                                       | 2018                  | 24-03-2018            | 78              | 1            |               |

| Album met hitnotering(en) in de Vlaamse Ultratop 200 albums | Datum van verschijnen | Datum van binnenkomst | Hoogste positie | Aantal weken | Opmerkingen                                 |
| ----------------------------------------------------------- | --------------------- | --------------------- | --------------- | ------------ | ------------------------------------------- |
| Le cose che vivi                                            | 1996                  | 28-09-1996            | 4               | 13           |                                             |
| E ritorno da te - The best of                               | 2001                  | 27-10-2001            | 40              | 3            | Verzamelalbum                               |
| Resta in ascolto                                            | 2004                  | 06-11-2004            | 69              | 5            |                                             |
| Io canto                                                    | 2006                  | 09-12-2006            | 93              | 1            |                                             |
| Primavera in anticipo                                       | 2008                  | 29-11-2008            | 82              | 3            |                                             |
| Inedito                                                     | 2011                  | 19-11-2011            | 73              | 3            |                                             |
| 20 - The greatest hits                                      | 2013                  | 23-11-2013            | 39              | 13           |                                             |
| Simili                                                      | 2015                  | 14-11-2015            | 39              | 9            |                                             |
| Laura Xmas                                                  | 2016                  | 12-11-2016            | 93              | 6            | kerstalbum / met Patrick Williams Orchestra |
| Fatti sentire                                               | 2018                  | 24-03-2018            | 30              | 5            |                                             |
| Anime parallele                                             | 2023                  | 04-11-2023            | 90              | 1            |                                             |

### Singles
| Single met eventuele hitnotering(en) in de Nederlandse Top 40 | Datum van verschijnen | Datum van binnenkomst | Hoogste positie | Aantal weken | Opmerkingen                 |
| ------------------------------------------------------------- | --------------------- | --------------------- | --------------- | ------------ | --------------------------- |
| La solitudine                                                 | 1993                  | 27-11-1993            | 1(1wk)          | 19           | Nr. 2 in de Single Top 100  |
| Strani amori                                                  | 1994                  | 26-03-1994            | 5               | 16           | Nr. 4 in de Single Top 100  |
| Gente                                                         | 1994                  | 16-07-1994            | 34              | 2            | Nr. 41 in de Single Top 100 |
| Lettera                                                       | 1994                  | 22-10-1994            | tip6            | -            | Nr. 43 in de Single Top 100 |
| Incancellabile                                                | 1996                  | 12-10-1996            | 39              | 2            | Nr. 37 in de Single Top 100 |
| Le cose che vivi                                              | 1996                  | -                     |                 |              | Nr. 99 in de Single Top 100 |
| Un'emergenza d'amore                                          | 1998                  | -                     |                 |              | Nr. 77 in de Single Top 100 |
| One more time                                                 | 1999                  | -                     |                 |              | Nr. 76 in de Single Top 100 |
| Tra te e il mare                                              | 02-09-2000            | -                     |                 |              | Nr. 82 in de Single Top 100 |
| Il mio sbaglio più grande                                     | 2001                  | -                     |                 |              | Nr. 93 in de Single Top 100 |
| E ritorno da te                                               | 24-09-2001            | -                     |                 |              | Nr. 20 in de Single Top 100 |
| Surrender                                                     | 24-01-2003            | 08-03-2003            | 37              | 2            | Nr. 31 in de Single Top 100 |

| Single met hitnotering(en) in de Vlaamse Ultratop 50 | Datum van verschijnen | Datum van binnenkomst | Hoogste positie | Aantal weken | Opmerkingen                    |
| ---------------------------------------------------- | --------------------- | --------------------- | --------------- | ------------ | ------------------------------ |
| La solitudine                                        | 1993                  | 08-01-1994            | 1(8wk)          | 21           | Nr. 1 in de Radio 2 Top 30     |
| Strani amori                                         | 1994                  | 02-04-1994            | 2               | 17           | Nr. 2 in de Radio 2 Top 30     |
| Gente                                                | 1994                  | 09-07-1994            | 23              | 8            | Nr. 14 in de Radio 2 Top 30    |
| Lettera                                              | 1994                  | 05-11-1994            | 41              | 1            |                                |
| Incancellabile                                       | 1996                  | 21-09-1996            | 13              | 8            | Nr. 13 in de Radio 2 Top 30    |
| Le cose che vivi                                     | 1996                  | 11-01-1997            | tip16           | -            |                                |
| Surrender                                            | 2003                  | 01-03-2003            | 25              | 12           | Nr. 15 in de Radio 2 Top 30    |
| Resta in ascolto                                     | 04-10-2004            | 09-10-2004            | tip15           | -            |                                |
| Io canto                                             | 03-11-2006            | 25-11-2006            | tip15           | -            |                                |
| Primavera in anticipo (It is my song)                | 2009                  | 07-02-2009            | tip9            | -            | met James Blunt                |
| Let it snow! Let it snow! Let it snow!               | 2016                  | 17-12-2016            | tip             | -            | met Patrick Williams Orchestra |
| Non è detto                                          | 2018                  | 17-02-2018            | tip             | -            |                                |
| Fantastico (fai quello che sei)                      | 2018                  | 21-04-2018            | tip29           | -            |                                |
| E.sta.a.te                                           | 2018                  | 23-06-2018            | tip             | -            |                                |

### NPO Radio 2 Top 2000
| Nummers met noteringen in de NPO Radio 2 Top 2000 | '99 | '00 | '01 | '02  | '03  | '04  | '05 | '06  | '07  | '08  | '09  | '10  | '11  | '12  | '13  | '14  | '15  | '16  | '17  | '18  | '19  | '20  | '21  | '22  | '23  | '24  |
| ------------------------------------------------- | --- | --- | --- | ---- | ---- | ---- | --- | ---- | ---- | ---- | ---- | ---- | ---- | ---- | ---- | ---- | ---- | ---- | ---- | ---- | ---- | ---- | ---- | ---- | ---- | ---- |
| La solitudine                                     | 960 | -   | 837 | 1220 | 1185 | 1085 | 979 | 1003 | 1273 | 1112 | 1257 | 1336 | 1567 | 1370 | 1365 | 1485 | 1498 | 1810 | 1803 | 1490 | 1664 | 1313 | 1401 | 1313 | 1394 | 1398 |
| Strani amori                                      | -   | -   | -   | -    | -    | -    | -   | -    | -    | -    | 1822 | 1792 | -    | 1805 | 1915 | 1837 | 1985 | -    | -    | -    | -    | -    | -    | -    | -    | -    |

1. ↑  Een '-' betekent dat het nummer niet was genoteerd en een vetgedrukt getal geeft de hoogste notering van een nummer aan.

## Discografie wereldwijd
- Fatti Sentire Ancora cd+dvd(2018) Italiaans
- Fatti Sentire (2018) Italiaans
- Hazte Sentir (2018) Spaans
- Laura Xmas (2016) Italiaans
- Laura Navidad (2016) Spaans
- Innamorata / Enamorada (Remixes)(2016) Italiaans/Spaans
- Simili (2015) Italiaans
- Similares (2015) Spaans
- 20 – The Greatest Hits (2013) Italiaans
- 20 – The Greatest Hits - Grandos Exitos (2013) Spaans
- Inedito (2011) Italiaans
- Inedito (2011) Spaans
- Laura Live World Tour 09 (2009) Italiaans
- Laura Live Gira Mundial 09 (2009) Spaans
- Primavera in anticipo (2008) Italiaans
- Primavera anticipada (2008) Spaans
- Cd/dvd San Siro 2007 (2007) Italiaans/Spaans
- Io canto (2006) Italiaans
- Yo canto (2006) Spaans
- Dubbel dvd Tour 2005 (2006) - Live in Paris
- Cd Tour 2005 (2006) - Live in Paris
- Cd/dvd Tour 2005 (2005) - Live in Paris
- Resta in ascolto (2004) Italiaans
- Resta in ascolto cd+dvd (2004) Italiaans
- Escucha cd+dvd (2004) Spaans
- Escucha (2004) Spaans
- From the iInside (2002) Engels
- Dvd Tour 2001-2002 (2002)
- The Best of Laura Pausini: E ritorno da te (2001) Italiaans
- Lo Mejor de Laura Pausini: Volveré junto a ti (2001) Spaans
- Tra te e il mare (2000) Italiaans
- Entre tu y mil mares (2000) Spaans
- La mia risposta (1998) Italiaans
- Mi respuesta (1998) Spaans
- Le cose che vivi (1996) Italiaans
- Las cosas que vives (1996) Spaans
- As cousas que vives (1996) Portugees
- Laura Pausini (1995) - Loneliness Engels/Italiaans
- Laura Pausini (1995) Spaans
- Laura (1994) Italiaans
- Laura Pausini (1993) Italiaans
- I sogni di Laura (1987) Italiaans

## Prijzen en dergelijke
- Best Female Pop Vocal Album Primavera Anticipada Grammy Award 2009[4]
- Eerste plaats Nieuw talent op Festival van San Remo (1993)
- Derde plaats Big op Festival van San Remo (1994)
- 160 platina platen
- 2 World Music Award in 1994 en 2003
- 1 Platinum Music Award
- 1 Diamanten plaat
- 2 "Lo Nuestro" in 1995 en 2006
- 1 Platina Globe (1995)
- 1 Latin Grammy Award (2005)
- 1 Grammy Award in 2006 "Best Latin Pop Album" voor het album Escucha.
- 1 ASCAP Latin Music Award (2006)
- 1 Billboard Latin Music Award (2006)
- Van de toenmalige Italiaanse president Ciampi ontving zij in 2006 een ridderlijke onderscheiding (Commandeur in de Orde van Verdienste).
- Van de plaats Solarolo, waar Pausini opgroeide, heeft zij het ereburgerschap (cittadinanza) verkregen.